# Aeródromo de Témoris
El Aeródromo de Témoris (Código DGAC: TMS) es un pequeño campo de aviación localizado a 2 kilómetros al sureste de Témoris y que es operado por el ayuntamiento de la misma ciudad. La planeación de la construcción de este aeródromo comenzó en el año 2011, en el cual también se contemplaba la construcción de: Aeropuerto de Creel, Aeropuerto de Ciudad Delicias, Aeropuerto de Ciudad Cuauhtémoc, Aeropuerto de Ojinaga, Aeródromo de Guadalupe y Calvo, Aeropista de Madera, Aeropista de Batopilas, Aeropista de Morelos y Aeropista de Balleza.
La construcción del Aeródromo de Témoris fue concluida en diciembre de 2014, con una inversión de 13 millones 300 mil pesos, con la expectativa de que el aeródromo agilizara el traslado de personas entre Témoris y la capital del estado, pues el viaje en carretera dura aproximadamente seis horas. Actualmente cuenta con una pista de aterrizaje pavimentada de 923 metros de largo y 16 metros de ancho y una plataforma de aviación sin pavimentar de 4,000 metros cuadrados, así como algunos hangares. Actualmente solo se usa con propósitos de aviación general.

## Accidentes e incidentes
- El 9 de julio de 2020 una aeronave Cessna T206H Stationair TC con matrícula XB-HGS propiedad de Aerolíneas del Pacífico que realizaba un vuelo privado entre el Aeródromo de Témoris y el Aeropuerto de Chihuahua perdió el control debido a las condiciones climáticas, haciendo que la pequeña aeronave se precipitara a tierra en el Municipio de Bocoyna. El piloto y los 3 pasajeros sobrevivieron.[6][7][8]